# 山﨑雅人
山﨑 雅人（やまざき まさと、1981年12月4日 - ）は、京都府京都市山科区出身のサッカー指導者、元プロサッカー選手。現役時代のポジションはフォワード。

## 経歴
京都大宅SSSでサッカーをはじめる。大宅中学校卒業、このころの同級生に松井大輔がいる。久御山高校を卒業後、2000年に国士舘大学に進学。大学の同級生に相馬崇人、村山祐介、北一真、冨士祐樹、鈴木弘大、原島喬らがいる。2003年、大学4年時にユニバーシアード代表に選ばれ、背番号10を背負いエースストライカーとして活躍。2003年夏季ユニバーシアードでは5得点をあげチーム得点王、日本の金メダル連覇に貢献する。
2004年、横浜F・マリノスに入団。久保竜彦、安貞桓、坂田大輔、大島秀夫と層の厚いFW陣の中でなかなか出場機会に恵まれなかった。
2005年8月、出場機会を求めて大分トリニータに期限付き移籍。同年、リーグ初得点を含む2ゴールを挙げる。2006年、大分に完全移籍。ほとんどが途中出場ながらもリーグ戦25試合に出場。翌2007年、出場時間も大幅に増え、シーズンの終盤戦にはスターティングメンバーに定着。
2008年、ガンバ大阪に完全移籍。リーグ戦での出場機会は少ないながらも、AFCチャンピオンズリーグで5得点を挙げ、ACL優勝に貢献した。同年のFIFAクラブワールドカップでもマンチェスター・ユナイテッド とCFパチューカ戦で得点をあげている。尚、同大会における欧州王者から得点を決めた初の日本人選手となった。2009年の天皇杯制覇にも貢献した。
2010年、ACLに出場するサンフレッチェ広島に1年間の期限付き移籍。怪我や体調不良、李忠成のブレイクにより試合出場は限られた。広島からの要望により2011年からは完全移籍を果たした ものの、同シーズンではすべて途中交代出場のみとなった。
2011年7月、得点力不足に陥りFWのテコ入れが急務となったモンテディオ山形へ期限付き移籍すると、すぐ主力に定着し2度の決勝点を挙げるなど活躍した。2012年、山形に完全移籍した。
2014年12月7日に行われたJ1昇格プレーオフ決勝のジェフユナイテッド千葉戦で決勝点を決め、チームのJ1昇格に貢献した。
2016年よりツエーゲン金沢へ完全移籍により加入した。
2018年8月2日、ツエーゲン金沢よりザスパクサツ群馬へ期限付き移籍で加入することが発表された。同年12月11日、現役引退が発表された。
2019年より大分のアカデミースタッフに就任。2024年からは大分U-18の監督に就任した。

## 人物
ストライカーというよりはチャンスメーカータイプで、前線からの守備にも労を惜しまず、ピッチを広く走り回るアグレッシブで泥臭いスタイルが持ち味の選手。
ペリクレス・シャムスカは「戦術に忠実な選手」として重用、西野朗は勝負強さを生かしスーパーサブとして起用した。またFWだけではなくトップ下やサイドハーフとしてもプレー出来る。
AFCチャンピオンズリーグに出場した年度ほとんどで得点をあげており、特に2008年のACLで重要な場面でゴールを奪う活躍をしたことから、「ACL男」と呼ばれた。

## 所属クラブ
- 1989年 - 1993年 京都大宅SSS[2]
- 1994年 - 1996年 京都市立大宅中学校[2]
- 1997年 - 1999年 京都府立久御山高校[2]
- 2000年 - 2003年 国士舘大学[2]
- 2004年 - 2005年  横浜F・マリノス
  - 2005年8月 - 同年12月 大分トリニータ（期限付き移籍）
- 2006年 - 2007年  大分トリニータ
- 2008年 - 2010年  ガンバ大阪
  - 2010年  サンフレッチェ広島（期限付き移籍）
- 2011年  サンフレッチェ広島
  - 2011年7月 - 同年12月  モンテディオ山形（期限付き移籍）
- 2012年 - 2015年  モンテディオ山形
- 2016年 - 2018年  ツエーゲン金沢
  - 2018年8月 - 同年12月  ザスパクサツ群馬（期限付き移籍）

## 個人成績
| 国内大会個人成績 | 国内大会個人成績 | 国内大会個人成績 | 国内大会個人成績 | 国内大会個人成績 | 国内大会個人成績 | 国内大会個人成績 | 国内大会個人成績 | 国内大会個人成績 | 国内大会個人成績 | 国内大会個人成績 | 国内大会個人成績 |
| 年度             | クラブ           | 背番号           | リーグ           | リーグ戦         | リーグ戦         | リーグ杯         | リーグ杯         | オープン杯       | オープン杯       | 期間通算         | 期間通算         |
| 年度             | クラブ           | 背番号           | リーグ           | 出場             | 得点             | 出場             | 得点             | 出場             | 得点             | 出場             | 得点             |
| 日本             | 日本             | 日本             | 日本             | リーグ戦         | リーグ戦         | リーグ杯         | リーグ杯         | 天皇杯           | 天皇杯           | 期間通算         | 期間通算         |
| ---------------- | ---------------- | ---------------- | ---------------- | ---------------- | ---------------- | ---------------- | ---------------- | ---------------- | ---------------- | ---------------- | ---------------- |
| 2000             | 国士大           | 39               | JFL              | 6                | 1                | -                | -                | -                | -                | 6                | 1                |
| 2001             | 国士大           | 29               | JFL              | 12               | 4                | -                | -                | -                | -                | 12               | 4                |
| 2002             | 国士大           | 17               | JFL              | 1                | 0                | -                | -                | 0                | 0                | 1                | 0                |
| 2003             | 国士大           | 10               | JFL              | 2                | 0                | -                | -                | -                | -                | 2                | 0                |
| 2004             | 横浜FM           | 27               | J1               | 13               | 0                | 6                | 1                | 1                | 0                | 20               | 1                |
| 2005             | 横浜FM           | 27               | J1               | 2                | 0                | 0                | 0                | -                | -                | 2                | 0                |
| 2005             | 大分             | 30               | J1               | 10               | 2                | -                | -                | 2                | 1                | 12               | 3                |
| 2006             | 大分             | 30               | J1               | 25               | 0                | 4                | 0                | 1                | 0                | 30               | 0                |
| 2007             | 大分             | 30               | J1               | 26               | 1                | 6                | 0                | 2                | 0                | 34               | 1                |
| 2008             | G大阪            | 30               | J1               | 30               | 4                | 4                | 0                | 5                | 2                | 39               | 6                |
| 2009             | G大阪            | 30               | J1               | 23               | 2                | 0                | 0                | 5                | 2                | 28               | 4                |
| 2010             | 広島             | 33               | J1               | 25               | 3                | 3                | 0                | 1                | 0                | 29               | 3                |
| 2011             | 広島             | 30               | J1               | 8                | 0                | 1                | 0                | -                | -                | 9                | 0                |
| 2011             | 山形             | 33               | J1               | 14               | 4                | -                | -                | 2                | 0                | 16               | 4                |
| 2012             | 山形             | 30               | J2               | 35               | 4                | -                | -                | 1                | 0                | 36               | 4                |
| 2013             | 山形             | 30               | J2               | 35               | 8                | -                | -                | 3                | 0                | 38               | 8                |
| 2014             | 山形             | 30               | J2               | 36               | 4                | -                | -                | 6                | 2                | 42               | 6                |
| 2015             | 山形             | 30               | J1               | 13               | 0                | 3                | 1                | 0                | 0                | 16               | 1                |
| 2016             | 金沢             | 30               | J2               | 38               | 7                | -                | -                | 0                | 0                | 38               | 7                |
| 2017             | 金沢             | 30               | J2               | 28               | 2                | -                | -                | 2                | 0                | 30               | 2                |
| 2018             | 金沢             | 30               | J2               | 4                | 0                | -                | -                | 1                | 1                | 5                | 1                |
| 2018             | 群馬             | 50               | J3               | 14               | 1                | -                | -                | -                | -                | 14               | 1                |
| 通算             | 日本             | 日本             | J1               | 189              | 16               | 27               | 2                | 19               | 5                | 235              | 23               |
| 通算             | 日本             | 日本             | J2               | 176              | 25               | -                | -                | 13               | 3                | 189              | 28               |
| 通算             | 日本             | 日本             | J3               | 14               | 1                | -                | -                | -                | -                | 14               | 1                |
| 通算             | 日本             | 日本             | JFL              | 21               | 5                | -                | -                | 0                | 0                | 21               | 5                |
| 総通算           | 総通算           | 総通算           | 総通算           | 400              | 47               | 27               | 2                | 32               | 8                | 459              | 57               |

その他の公式戦
- 2004年
  - Jリーグチャンピオンシップ 2試合0得点
- 2005年
  - スーパーカップ 1試合0得点
- 2009年
  - スーパーカップ 1試合0得点
- 2014年 
  - J1昇格プレーオフ 2試合1得点
- 2016年
  - J2・J3入れ替え戦 2試合0得点

| 国際大会個人成績 | 国際大会個人成績 | 国際大会個人成績 | 国際大会個人成績 | 国際大会個人成績 | FIFA      | FIFA      |
| 年度             | クラブ           | 背番号           | 出場             | 得点             | 出場      | 得点      |
| AFC              | AFC              | AFC              | ACL              | ACL              | クラブW杯 | クラブW杯 |
| ---------------- | ---------------- | ---------------- | ---------------- | ---------------- | --------- | --------- |
| 2004             | 横浜FM           | 27               | 4                | 1                | -         | -         |
| 2005             | 横浜FM           | 27               | 4                | 1                | -         | -         |
| 2008             | G大阪            | 30               | 12               | 5                | 3         | 2         |
| 2009             | G大阪            | 30               | 6                | 1                | -         | -         |
| 2010             | 広島             | 33               | 3                | 0                | -         | -         |
| 通算             | AFC              | AFC              | 29               | 8                | 3         | 2         |

その他の国際公式戦
- 2005年
  - A3チャンピオンズカップ 3試合0得点
- 2008年
  - パンパシフィックチャンピオンシップ 2試合1得点
  - スルガ銀行チャンピオンシップ 1試合0得点

出場歴
- Jリーグ初出場 2004年4月10日 J1.1st第4節 vsアルビレックス新潟（新潟スタジアム）
- Jリーグ初得点 2005年11月23日 J1第32節 vsセレッソ大阪（長居スタジアム）

## タイトル

### クラブ
国士館大学
- 関東大学サッカーリーグ戦1部：1回（2001年）
- 総理大臣杯全日本大学サッカートーナメント：1回（2002年）

横浜F・マリノス
- J1リーグ：1回（2004年）
- J1リーグ 1stステージ：1回（2004年）

ガンバ大阪
- 天皇杯 JFA 全日本サッカー選手権大会：2回（2008年、2009年）
- AFCチャンピオンズリーグ：1回（2008年）
- パンパシフィックチャンピオンシップ：1回（2008年）

### 代表歴
ユニバーシアード日本代表
- ユニバーシアード：1回（2003年）

## 指導歴
- 2019年 - 大分トリニータ
  - 2019年 - 2020年 U-15コーチ[15]
  - 2021年 - 2023年 U-18コーチ
  - 2024年 - U-18監督